# Solgne
Solgne là một xã trong vùng Grand Est, thuộc tỉnh Moselle, quận Metz-Campagne, tổng Verny. Tọa độ địa lý của xã là 48° 58' vĩ độ bắc, 06° 17' kinh độ đông. Solgne nằm trên độ cao trung bình là 281 mét trên mực nước biển, có điểm thấp nhất là 240 mét và điểm cao nhất là 299 mét. Xã có diện tích 7,29 km², dân số vào thời điểm 2005 là 1050 người; mật độ dân số là 143,8 người/km². Solgne nằm về phía đông nam của Metz, thuộc Pháp từ năm 1661.

## Thông tin nhân khẩu
| 1962 | 1968 | 1975 | 1982 | 1990 | 1999 |
| ---- | ---- | ---- | ---- | ---- | ---- |
| 230  | 257  | 315  | 498  | 881  | 993  |